# Elecciones generales de Guatemala de 2019
Las elecciones presidenciales de Guatemala de 2019 se llevaron a cabo el domingo 16 de junio y debido a que ningún candidato obtuvo mayoría absoluta (50% +1 votos) se realizó una segunda vuelta el domingo 11 de agosto de 2019. Además, se realizaron simultáneamente las elecciones legislativas, las elecciones municipales y las elecciones al Parlamento Centroamericano.

## Antecedentes

### Gobierno de Jimmy Morales Cabrera
En enero de 2017, uno de los hermanos mayores y asesor de Morales, Samuel "Sammy" Morales, fue arrestado por corrupción y blanqueo de capitales junto con uno de los hijos del Presidente, José Manuel Morales.
En junio de 2017, dos diputados del bloque Convergencia, tramitaron un antejuicio en contra de Morales asumiendo que éste tenía que ver en la tragedia de Virgen de la Asunción, pero éste no tuvo éxito.
En agosto de 2017, la CICIG y el Ministerio Público presentaron un antejuicio en contra de Morales por financiamiento electoral no registrado durante las elecciones de 2015, cuando éste se encontraba en Naciones Unidas con el secretario general António Guterres en la que solicitó al secretario general la remoción del comisionado Velásquez de la Cicig.
En septiembre de 2016, el hijo y el hermano del presidente Jimmy Morales fueron señalados por su presunta participación en un caso de corrupción. De acuerdo al informe de Desarrollo Humano para Guatemala 2015-2016, el 73 por ciento de los guatemaltecos no ganaba lo suficiente para cubrir los gastos mínimos y una tercera parte de la población no tenía lo necesario para comprar alimentos. Además, 8 de cada 10 niños presentaban desnutrición crónica. El Ministerio Público y la Comisión Internacional contra la Impunidad en Guatemala (CICIG) vincularon en septiembre de 2016 al hermano e hijo del presidente a un caso de corrupción y puso en tela de juicio la campaña contra este delito. El Comité de Desarrollo Campesino (Codeca) convocó a una movilización y paro nacional, exigió la renuncia del presidente por considerar que no había cumplido con la población y por estar vinculado a la corrupción al actuar en complicidad de la evasión fiscal al condonar el pago de deudas de 216 empresas, sin embargo dicha convocatoria no fue atendida por la mayoría de la población
En 2017 Iván Velásquez, jefe de una comisión contra la corrupción de las Naciones Unidas, solicitó un proceso junto a la fiscalía guatemalteca para retirar la inmunidad del mandatario con el fin de investigarle por un caso de financiación no registrada durante la campaña presidencial de 2015. La Corte Suprema de Justicia trasladó al Congreso el expediente pero los diputados no aprobaron el retiro de su inmunidad. La Fiscalía y la Comisión Internacional Contra la Impunidad (CICIG) de la ONU habían solicitado el 25 de agosto la apertura de una investigación sobre el mandatario por supuestamente mover de forma opaca casi un millón de dólares durante la campaña electoral y no registrarlas ante el tribunal electoral.
Morales ordenó vía decreto expulsar del país al jefe de la comisión de la ONU, e insistió en que como mandatario tenía la facultad de declarar persona non grata a un diplomático, sin tener la obligación de exponer los motivos de su decisión, aunque sus motivos eran por la presunta interferencia de Velásquez a los asuntos internos de Guatemala esta decisión provocó un terremoto político en el país y fue condenada por Estados Unidos, gran parte de los países de la Unión Europea y Naciones Unidas. Los casos de corrupción que involucraban a su hermano, a su hijo y a él mismo provocaron una caída de su imagen. En un año pasó de 89 a 19 por ciento de popularidad.
Luego de un año, el 31 de agosto de 2018, el presidente Jimmy Morales anunció en conferencia de prensa junto con los ministros de Gobernación, Relaciones Exteriores, Defensa y el vicepresidente, la no renovación del mandato de CICIG por lo que la comisión cesaba funciones el 3 de septiembre de 2019, también ordenó la transferencia inmediata de funciones de la comisión hacia el Ministerio Público. En la conferencia, adujo que el secretario general de las Naciones Unidas no había prestado atención a la solicitud del gobierno sobre el relevo de comisionado manifestando este que la ONU no era responsable sobre dicha comisión al ser esta autónoma del organismo internacional. El comisionado Velásquez asistió a una visita oficial a Estados Unidos el 2 de septiembre de 2018, un día después, el presidente Jimmy Morales junto al Consejo Nacional de Seguridad del país ordenó la prohibición para que esta persona ingresara a Guatemala, lo que provocó una oleada de críticas internacionales por la insistencia del gobierno.
El Tribunal Supremo Electoral firmó un acuerdo con la Comisión Internacional contra la Impunidad en Guatemala (CICIG) para, supuestamente, garantizar la transparencia del proceso electoral, sin embargo, el presidente Jimmy Morales y otros actores políticos comenzaron a mencionar en reiteradas ocasiones que "las elecciones debían ser libres y sin injerencia extranjera". Las acciones del presidente Morales fueron calificadas como "un intento de debilitar la institucionalidad, al sistema de justicia, y a la policía", también fueron tachadas como "intentos de eliminar los contrapesos a sus decisiones como la Corte de Constitucionalidad, Corte Suprema de Justicia, la Procuraduría de los Derechos Humanos y el sector civil crítico de sus políticas".

### Ley Electoral y de Partidos Políticos
Según las reformas a la Ley Electoral todo partido político que no postulara candidatos a la Presidencia o candidatos a diputados en más de la mitad de los distritos electorales, sería cancelado, salvo que ganara un escaño en el Congreso. También los partidos con menos del 5% de los votos en las elecciones presidenciales quedarían cancelados.

### Precampaña electoral
El proceso electoral de 2019 fue descrita como «atípica», sobre todo por las acusaciones del presidente sobre una posible elección interferida. En diciembre de 2018, la Unidad Nacional de la Esperanza presentó una impugnación a la inscripción del partido Movimiento Semilla, aduciendo de que los logotipos del partido Semilla eran similares al partido Movimiento para la Liberación de los Pueblos, esta acción no prosperó.
En febrero de 2019 a raíz de una investigación anunciada por el Ministerio Público en contra de la candidata Sandra Torres, solicitó el retiro de su inmunidad. Esto generó múltiples críticas en contra de la fiscalía por presentar un caso a menos de un día en el que Torres ya mantenía inmunidad. Torres acusó a Thelma Aldana de manipular la justicia en su contra y presentó una denuncia contra ella pues era sabido que ella también tenía interés en participar. No obstante, la Corte Suprema de Justicia declaró in límine la denuncia del Ministerio Público por considerarla «política», rechazando así la solicitud de retiro de inmunidad para Torres.
Thelma Aldana fue anunciada como candidata por el partido Semilla el 28 de enero logrando dicho partido inscribirla ante el Tribunal Supremo Electoral el 18 de marzo, pero ese mismo día horas antes fue girada una orden de captura en contra de Aldana por malversación, mentiras y fraude fiscal por la compra de un edificio sobrevalorado cuando fungió como fiscal general, ella describió estas acciones como «intentos del Pacto de Corruptos para torpedear su candidatura» en alusión a sus contrincantes políticos, su inscripción fue revocada por el Tribunal Electoral y confirmada por los otros órganos de justicia impidiéndole participar. 
La Corte de Constitucionalidad en mayo de 2019 revocó un amparo que la Corte Suprema de Justicia había emitido para que Zury Ríos fuera inscrita como candidata presidencial debido a prohibiciones constitucionales por ser hija del exjefe de estado Efraín Ríos Mont que accedió al poder luego de un golpe de Estado, Ríos al día siguiente dijo que la magistrada Gloria Porras había presionado a los otros magistrados para votar en contra de su candidatura, y también acusó a Sandra Torres de manipular el proceso electoral para eliminar candidatos y así ella ganar las elecciones, aduciendo ella que la prohibición no le aplicaba debido a que los hechos sucedieron antes que entrara en vigencia la actual constitución.
Así mismo, varios medios de comunicación y partidos políticos indicaron que las reformas a la Ley Electoral beneficiaban a Torres porque ella era muy conocida por haber sido esposa del expresidente Álvaro Colom y su posible intromisión en los procesos legales habían afectado las candidaturas presidenciales de Zury Ríos, Thelma Aldana y Edwin Escobar, así como cuestionar a la prontitud dada a estos procesos judiciales y el posible boicot a sus candidatos.

### Campaña electoral
La campaña electoral inició el 18 de marzo a las 0:00 horas, finalizando el 14 de junio, 2 días antes de las elecciones.

#### Captura de Mario Estrada
Mario Estrada, candidato presidencial de UCN, fue arrestado en Miami, bajo cargos de haber solicitado dinero al cartel de Sinaloa para la campaña a cambio de que al llegar al poder daría apoyo para el traslado de drogas hacia Estados Unidos, según el Departamento de Justicia. También habría planificado matar rivales políticos para conseguir la victoria electoral. La captura fue realizada el 17 de abril de 2019 y compareció ante una corte federal, presidida por el juez Jonathan Goodman.
Según una nota del Departamento de Justicia, el fiscal de Manhattan, Geoffrey S. Berman, dijo: "Como se dijo, Estrada y González conspiraron para solicitar dinero del Cartel de Sinaloa para financiar un plan corrupto para elegir al presidente de Guatemala. A cambio, los dos supuestamente prometieron ayudar al cartel a utilizar los puertos y aeropuertos guatemaltecos para exportar toneladas de cocaína a los Estados Unidos. Además, como se alega, Estrada y González intentaron organizar los asesinatos de rivales políticos. Gracias a la DEA, Estrada no tiene posibilidades de ser elegido en Guatemala, pero él y González enfrentan la justicia en los Estados Unidos".

## Calendario electoral
El calendario electoral para las elecciones generales de 2019 fue definido por el Tribunal Supremo Electoral siendo el siguiente:
- 18 de enero: El Tribunal Supremo Electoral hizo la convocatoria a elecciones generales.
- 19 de enero: Comenzó la inscripción de candidatos ante el Registro de Ciudadanos del Tribunal Supremo Electoral.
- 16 de febrero: Expiró el plazo para empadronamiento.
- 17 de marzo: Cerró el plazo para la inscripción de candidatos ante el Registro de Ciudadanos del Tribunal Supremo Electoral.
- 18 de marzo: Inició la campaña electoral.
- 14 de junio: Finalizó la campaña electoral.
- 16 de junio: Elecciones generales.
- 11 de agosto: Segunda vuelta.

## Candidatos

### Elecciones generales
| Partido político | Partido político | Partido político | Candidato (a) presidencial | Candidato (a) presidencial | Candidato (a) vicepresidencial | Candidato (a) vicepresidencial | Lema                                              | Ref.                 |
|                  |                  | PAN–Podemos      |                            | Roberto Arzú               |                                | José Antonio Farias            | «Hagamos grande Guate».                           | [ 41 ]               |
|                  |                  | Todos            |                            | Fredy Cabrera              |                                | Ricardo Sagastume              | «Todos por Guate».                                | [ 42 ]               |
|                  |                  | MLP              |                            | Thelma Cabrera             |                                | Neftaly López                  | «Yo Elijo Dignidad».                              | [ 43 ]               |
|                  |                  | URNG             |                            | Pablo Ceto                 |                                | Blanca Estela Colop            | «¡Merecemos un mejor país!».                      | [ 44 ]               |
|                  |                  | PPT              |                            | José Luis Chea             |                                | Mario Guillermo González       | «Guatemala es primero».                           |                      |
|                  |                  | PU               |                            | Pablo Duarte               |                                | Roberto Villeda                |                                                   | [ 45 ] [ 46 ]        |
|                  |                  | CREO             |                            | Julio Héctor Estrada       |                                | Yara Argueta                   | «El pisto no alcanza».                            | [ 47 ] [ 48 ]        |
|                  |                  | VIVA             |                            | Isaac Farchi Sultán        |                                | Ricardo Flores Asturias        |                                                   | [ 49 ]               |
|                  |                  | FCN              |                            | Estuardo Galdámez          |                                | Betty Marroquín Silva          | «Sigamos haciendo historia».                      | [ 50 ] [ 51 ] [ 52 ] |
|                  |                  | Libre            |                            | Aníbal García              |                                | Carlos Pérez                   | «Guatemala merece ser libre» «Que Gane la Gente». | [ 53 ] [ 54 ]        |
|                  |                  | EG               |                            | Manfredo Marroquín         |                                | Oscar Adolfo Morales           | «¡Guatemala despierta!»                           | [ 55 ]               |
|                  |                  | Convergencia     |                            | Benito Morales             |                                | Claudia Mariana Valiente       |                                                   | [ 56 ] [ 57 ]        |
|                  |                  | PHG              |                            | Edmond Mulet               |                                | Jorge Pérez                    | «La experiencia hace la diferencia».              | [ 55 ] [ 41 ]        |
|                  |                  | Victoria         |                            | Amílcar Rivera             |                                | Erico Can Saquic               | «Guatemala en victoria».                          |                      |
|                  |                  | Avanza           |                            | Danilo Roca Barillas       |                                | Manuel Martínez                |                                                   | [ 49 ]               |
|                  |                  | Unidos           |                            | Luis Velásquez Quiroa      |                                | Arturo Soto                    |                                                   | [ 58 ]               |
|                  |                  | WINAQ            |                            | Manuel Villacorta          |                                | Liliana Hernández              | «El cambio lo hacemos juntos»                     | [ 59 ] [ 60 ]        |

### Segunda vuelta
|                                         |                                                         |                                       |                                               |
| Alejandro Giammattei                    | Guillermo Castillo                                      | Sandra Torres                         | Carlos Raúl Morales                           |
| para Presidente                         | para Vicepresidente                                     | para Presidente                       | para Vicepresidente                           |
|                                         |                                                         |                                       |                                               |
| Secretario general de Vamos (2017–2020) | Director Ejecutivo de la Cámara de Comercio (2013–2018) | Secretaria general de UNE (2012–2021) | Ministro de Relaciones Exteriores (2014–2017) |

## Encuestas

### Primera vuelta

#### Desde mayo de 2019
Encuestas realizadas después de las resoluciones de la Corte de Constitucionalidad que dejaron fuera a Thelma Aldana, Zury Ríos y Edwin Escobar de las elecciones.

|                       |              |       |      |      |      |      |      |       |     |       |      |       |      |      |  |  |  |  |  |
| Elección presidencial | 16 de junio  | —     | 5.3  | 2.74 | 8.97 | 3.27 | 5.15 | 12.06 | 9.8 | 22.08 | 4.55 | 12.95 | —    | 11.6 |  |  |  |  |  |
| Prodatos              | 13 de junio  | 1.004 | 8.0  | 3.0  | 7.6  | 2.8  | 3.2  | 14.4  | 8.5 | 20.2  | 1.2  | 15.4  | 15.7 | 5.8  |  |  |  |  |  |
| CID-Gallup            | 1–7 de junio | 1.204 | 9.2  | 2.8  | 5.5  | 1.3  | 2.8  | 11.6  | 6.4 | 22.6  | 1.3  | 13.8  | 22.7 | 11.0 |  |  |  |  |  |
| CID-Gallup            | 29 de mayo   | 1.052 | 9.0  | 2.0  | 5.0  | 2.0  | 4.0  | 12.0  | 7.0 | 21.0  | 1.0  | 13.0  | 24.0 | 9.0  |  |  |  |  |  |
| OPol Consultores      | 27 de mayo   | 2.200 | 13.2 | 0.6  | 3.2  | 1.2  | 1.7  | 10.8  | 8.6 | 23.4  | 1.2  | 10.8  | 25.3 | 10.2 |  |  |  |  |  |

### Segunda vuelta
| Encuestadora               | Fecha                   | Tamaño de la muestra | Giammattei Vamos | Torres UNE | Ninguno | Liderando |  |  |  |
| -------------------------- | ----------------------- | -------------------- | ---------------- | ---------- | ------- | --------- |  |  |  |
| Encuestadora               | Fecha                   | Tamaño de la muestra |                  |            |         |           |  |  |  |
| Segunda vuelta             | 11 de agosto            | —                    | 57.9             | 42.1       | —       | 15.8      |  |  |  |
| Marco Orozco (Demotáctica) | Exit poll: 11 de agosto | 2.000                | 58.3             | 41.7       | —       | 16.6      |  |  |  |
| CID-Gallup                 | 29 de julio–5 de agosto | 1.216                | 54.9             | 45.1       | —       | —         |  |  |  |
| Prodatos                   | 27 de julio–3 de agosto | 1.201                | 50.3             | 32.1       | 17.6    | 18.2      |  |  |  |
| OPol Consultores           | 24–26 de julio          | 2.400                | 44.7             | 49.1       | 6.1     | 4.4       |  |  |  |
| CID-Gallup                 | 9–14 de julio           | 1.204                | 40.6             | 33.4       | 25.9    | 7.2       |  |  |  |
|                            |                         |                      |                  |            |         |           |  |  |  |
| Primera vuelta             | 16 de junio             | —                    | 12.1             | 22.1       | —       | 10.0      |  |  |  |
| CID-Gallup                 | 1–7 de junio            | 1.204                | 11.6             | 22.6       | 22.7    | 10.0      |  |  |  |
| Prodatos                   | 27 de mayo–5 de junio   | 1.004                | 54.0             | 32.0       | 14.0    | 22.0      |  |  |  |

## Resultados
La segunda vuelta presidencial se llevó a cabo el domingo 11 de agosto, esto luego de que ningún candidato obtuviera más del 50% de intención de voto en la primera vuelta y así evitar el balotaje. Los candidatos que pasaron a segunda vuelta fueron Sandra Torres Casanova de la Unidad Nacional de la Esperanza con 1,112,939 votos, lo que representó el 22.08% y el primer lugar en intención de voto, y Alejandro Giammattei de Vamos con 608,083 votos, lo que representpo el 12.06% y el segundo lugar de la intención de voto a nivel presidencial. Sorpresivamente Edmond Mulet del PHG estuvo cerca de participar en segunda vuelta, a pesar de ser esta su primera participación como candidato a la presidencia y de hacerlo con un partido político nuevo, fundado por él mismo.
|  | 13.96 % |

|  | 57.95 % |

|  | 25.53 % |

|  | 42.05 % |

|  | 11.22 % |

|  | 6.08 % |

|  | 5.90 % |

|  | 5.22 % |

|  | 4.12 % |

|  | 2.16 % |

|  | 0.54 % |

|  | 0.48 % |

### Resultados por departamento

#### Primera Vuelta
| Candidato            | Candidato              | Guatemala | Guatemala | Sacatepéquez | Sacatepéquez | Chimaltenango | Chimaltenango | El Progreso | El Progreso | Escuintla | Escuintla |
| -------------------- | ---------------------- | --------- | --------- | ------------ | ------------ | ------------- | ------------- | ----------- | ----------- | --------- | --------- |
|                      | Sandra Torres          | 79 707    | 12.47%    | 13 467       | 11.08%       | 33 958        | 18.35%        | 21 787      | 32.25%      | 79 004    | 34.14%    |
|                      | Alejandro Giammattei   | 108 220   | 16.93%    | 21 772       | 17.91%       | 29 097        | 15.72%        | 10 898      | 16.13%      | 27 876    | 12.05%    |
|                      | Edmond Mulet           | 98 666    | 15.43%    | 15 524       | 12.77%       | 17 635        | 9.53%         | 12 706      | 18.81%      | 29 401    | 12.71%    |
|                      | Thelma Cabrera         | 46 188    | 7.23%     | 17 266       | 14.20%       | 35 890        | 19.39%        | 2 011       | 2.98 %      | 14 816    | 6.40%     |
|                      | Roberto Arzú           | 54 448    | 8.52%     | 9 770        | 8.04%        | 16 099        | 8.70%         | 4 178       | 6.18 %      | 17 348    | 7.50%     |
|                      | Isaac Farchi           | 52 881    | 8.27%     | 6 631        | 5.45%        | 8 750         | 4.73%         | 2 880       | 4.26%       | 12 211    | 5.28%     |
|                      | Manuel Villacorta      | 47 191    | 7.38%     | 8 502        | 6.99%        | 7 082         | 3.83%         | 1 268       | 1.88%       | 6 832     | 2.95%     |
|                      | Estuardo Galdámez      | 12 941    | 2.02%     | 2 019        | 1.66%        | 5 649         | 3.05%         | 1 717       | 2.54%       | 8 709     | 3.76%     |
|                      | Julio Héctor Estrada   | 40 420    | 6.32%     | 4 707        | 3.87%        | 5 486         | 2.96%         | 2 682       | 3.97%       | 5 945     | 2.57%     |
|                      | Fredy Cabrera          | 13 392    | 2.10%     | 5 693        | 4.68%        | 3 971         | 2.15%         | 3 660       | 5.42%       | 5 709     | 2.47%     |
|                      | Amílcar Rivera         | 30 634    | 4.79%     | 4.68%        | 2.02%        | 4 121         | 2.23%         | 943         | 1.40%       | 6 064     | 2.62%     |
|                      | Pablo Ceto             | 11 069    | 1.73%     | 2 298        | 1.89%        | 4 374         | 2.36%         | 547         | 0.81%       | 3 935     | 1.70%     |
|                      | Pablo Duarte           | 15 265    | 2.39%     | 3 392        | 2.79%        | 1 727         | 0.93%         | 667         | 0.99%       | 2 149     | 0.93%     |
|                      | Manfredo Marroquín     | 11 631    | 1.82%     | 1 596        | 1.31%        | 3 151         | 1.70%         | 438         | 0.65%       | 1 279     | 0.55%     |
|                      | Aníbal García          | 6 411     | 0.96%     | 3 969        | 3.26%        | 3 009         | 1.63%         | 219         | 0.32%       | 2 810     | 1.21%     |
|                      | Benito Morales         | 2 656     | 0.42%     | 480          | 0.39%        | 1 749         | 0.49%         | 173         | 0.26%       | 918       | 0.40%     |
|                      | Luis Velásquez         | 2 836     | 0.96%     | 1 808        | 0.83%        | 846           | 0.46%         | 313         | 0.46%       | 1 654     | 0.71%     |
|                      | José Luis Chea Urruela | 2 430     | 0.38%     | 530          | 0.44%        | 1 341         | 0.72%         | 227         | 0.34%       | 3 763     | 1.63%     |
|                      | Danilo Roca            | 2 551     | 0.40%     | 505          | 0.42%        | 1 150         | 0.62%         | 241         | 0.36%       | 963       | 0.42%     |
| Votos válidos        | Votos válidos          | 639 237   | 93.60%    | 121 591      | 91.39%       | 185 085       | 89.06%        | 67 555      | 86.49%      | 231 386   | 89.87%    |
| Votos nulos          | Votos nulos            | 23 822    | 3.49%     | 3 885        | 2.92%        | 6 166         | 2.97%         | 2 915       | 3.73%       | 11 628    | 4.52%     |
| Votos en blanco      | Votos en blanco        | 19 858    | 2.91%     | 7 577        | 5.69%        | 16 572        | 7.97%         | 7 641       | 9.78%       | 14 450    | 5.61%     |
| Votos inválidos      | Votos inválidos        | 7 757     | 1.14%     | 454          | 0.34%        | 1 135         | 0.55%         | 854         | 1.09%       | 3 126     | 1.21%     |
| Habitantes inscritos | Habitantes inscritos   | 1 091 475 | 1 091 475 | 190 679      | 190 679      | 310 654       | 310 654       | 115 801     | 115 801     | 402 194   | 402 194   |
| Participación        | Participación          | 682 917   | 62.57%    | 133 053      | 69.78%       | 207 823       | 66.90%        | 78 111      | 67.45%      | 257 464   | 64.01%    |
| Abstencionismo       | Abstencionismo         | 408 558   | 37.43%    | 57 626       | 30.22%       | 102 831       | 33.10%        | 37 690      | 32.55%      | 144 730   | 35.99%    |

| Candidato            | Candidato              | Santa Rosa | Santa Rosa | Sololá  | Sololá  | Totonicapán | Totonicapán | Quetzaltenango | Quetzaltenango | Suchitepéquez | Suchitepéquez |
| -------------------- | ---------------------- | ---------- | ---------- | ------- | ------- | ----------- | ----------- | -------------- | -------------- | ------------- | ------------- |
|                      | Sandra Torres          | 44 945     | 35.33%     | 33 038  | 20.84%  | 20 196      | 19.10%      | 39 774         | 16.83%         | 59 177        | 35.16%        |
|                      | Alejandro Giammattei   | 17 859     | 14.04%     | 27 505  | 17.35%  | 13 137      | 12.42%      | 38 655         | 16.35%         | 22 781        | 13.53%        |
|                      | Edmond Mulet           | 17 814     | 14.00%     | 6 658   | 4.20%   | 8 523       | 8.06%       | 23 859         | 10.00%         | 16 124        | 9.58%         |
|                      | Thelma Cabrera         | 6 457      | 6.15%      | 37 648  | 23.87%  | 22 276      | 21.07%      | 34 977         | 14.80%         | 16 870        | 10.02%        |
|                      | Roberto Arzú           | 8 624      | 6.78%      | 8 566   | 5.40%   | 5 903       | 5.58%       | 13 536         | 5.73%          | 10 346        | 6.15%         |
|                      | Isaac Farchi           | 4 926      | 3.87%      | 3 786   | 2.39%   | 3 592       | 3.40%       | 14 814         | 6.27%          | 7 000         | 4.16%         |
|                      | Manuel Villacorta      | 2 859      | 2.25%      | 5 699   | 3.59%   | 7 550       | 7.14%       | 29 935         | 12.66%         | 5 750         | 3.42%         |
|                      | Estuardo Galdámez      | 5 427      | 4.27%      | 8 493   | 5.36%   | 3 249       | 3.07%       | 7 032          | 2.97%          | 6 899         | 4.10%         |
|                      | Julio Héctor Estrada   | 4 039      | 3.17%      | 3 400   | 2.14%   | 1 078       | 1.02%       | 5 106          | 2.16%          | 2 533         | 1.50%         |
|                      | Fredy Cabrera          | 2 458      | 1.93%      | 2 707   | 1.71%   | 5 770       | 5.46%       | 7 795          | 3.30%          | 6 478         | 3.85%         |
|                      | Amílcar Rivera         | 2 892      | 2.27%      | 2 056   | 1.30%   | 3 364       | 3.18%       | 3 294          | 1.39%          | 2 458         | 1.46%         |
|                      | Pablo Ceto             | 1 127      | 0.89%      | 10 323  | 6.51%   | 3 380       | 3.20%       | 7 054          | 2.98%          | 5 163         | 3.07%         |
|                      | Pablo Duarte           | 3 923      | 3.08%      | 1 112   | 0.70%   | 1 192       | 1.13%       | 2 312          | 0.98%          | 1 663         | 0.99%         |
|                      | Manfredo Marroquín     | 984        | 0.77%      | 394     | 0.25%   | 706         | 0.67%       | 1 556          | 0.66%          | 1 311         | 0.78%         |
|                      | Aníbal García          | 487        | 0.38%      | 4 515   | 2.85%   | 854         | 0.81%       | 1 439          | 0.61%          | 961           | 0.57%         |
|                      | Benito Morales         | 441        | 0.35%      | 916     | 0.58%   | 2 995       | 2.83%       | 1 416          | 0.60%          | 478           | 0.28%         |
|                      | Luis Velásquez         | 619        | 0.77%      | 360     | 0.23%   | 460         | 0.44%       | 871            | 0.37%          | 1 003         | 0.60%         |
|                      | José Luis Chea Urruela | 497        | 0.38%      | 551     | 0.35%   | 869         | 0.82%       | 1 641          | 0.69%          | 675           | 0.40%         |
|                      | Danilo Roca            | 765        | 0.60%      | 634     | 0.40%   | 648         | 0.61%       | 1 322          | 0.56%          | 654           | 0.39%         |
| Votos válidos        | Votos válidos          | 127 232    | 85.75%     | 158 561 | 85.15%  | 105 745     | 83.35%      | 236 388        | 86.41%         | 168 324       | 86.98%        |
| Votos nulos          | Votos nulos            | 5 904      | 3.98%      | 5 126   | 2.75%   | 6 907       | 5.44%       | 9 815          | 3.59%          | 7 768         | 4.01%         |
| Votos en blanco      | Votos en blanco        | 15 235     | 10.27%     | 22 524  | 12.10%  | 14 217      | 11.21%      | 27 369         | 10.00%         | 17 426        | 9.00%         |
| Votos inválidos      | Votos inválidos        | 147        | 0.10%      | 716     | 0.38%   | 2 430       | 1.92%       | 1 561          | 0.57%          | 1 785         | 0.92%         |
| Habitantes inscritos | Habitantes inscritos   | 233 725    | 233 725    | 232 373 | 232 373 | 211 462     | 211 462     | 446 884        | 446 884        | 288 269       | 288 269       |
| Participación        | Participación          | 148 371    | 63.48%     | 186 211 | 80.13%  | 126 869     | 60.00%      | 273 572        | 61.22%         | 193 518       | 67.13%        |
| Abstencionismo       | Abstencionismo         | 85 354     | 36.52%     | 46 162  | 19.87%  | 84 593      | 40.00%      | 173 312        | 38.78%         | 94 751        | 32.87%        |

| Candidato            | Candidato              | Retalhuleu | Retalhuleu | San Marcos | San Marcos | Huehuetenango | Huehuetenango | Quiché  | Quiché  | Baja Verapaz | Baja Verapaz |
| -------------------- | ---------------------- | ---------- | ---------- | ---------- | ---------- | ------------- | ------------- | ------- | ------- | ------------ | ------------ |
|                      | Sandra Torres          | 29 443     | 29.33%     | 76 876     | 30.89%     | 86 886        | 31.81%        | 95 507  | 40.52%  | 21 618       | 27.63%       |
|                      | Alejandro Giammattei   | 11 268     | 11.22%     | 31 566     | 12.69%     | 19 267        | 7.05%         | 33 575  | 14.24%  | 10 010       | 12.79%       |
|                      | Edmond Mulet           | 9 463      | 9.43%      | 22 745     | 9.14%      | 16 325        | 5.98%         | 9 484   | 4.02%   | 9 378        | 11.99%       |
|                      | Thelma Cabrera         | 19 782     | 19.71%     | 21 831     | 8.77%      | 33 399        | 12.23%        | 36 504  | 15.49%  | 10 410       | 13.30%       |
|                      | Roberto Arzú           | 6 215      | 6.19%      | 11 049     | 4.44%      | 9 043         | 3.31%         | 6 779   | 2.88%   | 4 142        | 5.29%        |
|                      | Isaac Farchi           | 3 221      | 3.21%      | 9 552      | 3.84%      | 11 197        | 4.10%         | 14 152  | 6.00%   | 1 518        | 1.94%        |
|                      | Manuel Villacorta      | 3 790      | 3.78%      | 15 461     | 6.21%      | 12 882        | 4.72%         | 4 336   | 1.84%   | 1 606        | 2.05%        |
|                      | Estuardo Galdámez      | 2 419      | 2.41%      | 14 760     | 5.93%      | 21 103        | 7.73%         | 6 981   | 2.58%   | 2 983        | 3.81%        |
|                      | Julio Héctor Estrada   | 1 324      | 1.32%      | 11 333     | 4.55%      | 9 674         | 3.54%         | 1 556   | 0.66%   | 636          | 0.81%        |
|                      | Fredy Cabrera          | 6 816      | 6.79%      | 5 879      | 2.36%      | 15 193        | 5.56%         | 5 846   | 2.48%   | 7 582        | 9.69%        |
|                      | Amílcar Rivera         | 1 293      | 1.29%      | 4 985      | 2.00%      | 3 076         | 1.13%         | 2 240   | 0.95%   | 1 133        | 1.45%        |
|                      | Pablo Ceto             | 1 584      | 1.58%      | 6 939      | 2.79%      | 11 588        | 4.24%         | 6 459   | 2.74%   | 2 233        | 2.85%        |
|                      | Pablo Duarte           | 1 201      | 1.20%      | 3 753      | 1.51%      | 3 275         | 1.24%         | 1 732   | 0.78%   | 742          | 0.95%        |
|                      | Manfredo Marroquín     | 521        | 0.52%      | 2 587      | 1.04%      | 2 085         | 0.76%         | 1 715   | 0.73%   | 500          | 0.64%        |
|                      | Aníbal García          | 338        | 0.34%      | 2 358      | 0.95%      | 2 863         | 1.05%         | 1 329   | 0.56%   | 295          | 0.38%        |
|                      | Benito Morales         | 259        | 0.26%      | 3 018      | 1.21%      | 8 195         | 3.00%         | 4 292   | 1.82%   | 463          | 0.59%        |
|                      | Luis Velásquez         | 490        | 0.49%      | 1 347      | 0.54%      | 2 085         | 1.34%         | 1 550   | 0.66%   | 2 634        | 2.60%        |
|                      | José Luis Chea Urruela | 561        | 0.56%      | 1 467      | 0.59%      | 1 800         | 0.66%         | 1 216   | 0.52%   | 472          | 0.60%        |
|                      | Danilo Roca            | 396        | 0.39%      | 1 327      | 0.53%      | 1 524         | 0.56%         | 1 246   | 0.53%   | 492          | 0.63%        |
| Votos válidos        | Votos válidos          | 100 384    | 86.54%     | 248 833    | 81.63%     | 273 128       | 79.95%        | 235 699 | 80.64%  | 78 247       | 83.12%       |
| Votos nulos          | Votos nulos            | 5 087      | 4.39%      | 14 670     | 4.81%      | 14 336        | 4.20%         | 12 013  | 4.11%   | 5 024        | 5.34%        |
| Votos en blanco      | Votos en blanco        | 10 528     | 9.08%      | 41 341     | 13.56%     | 54 177        | 15.86%        | 44 561  | 15.25%  | 10 868       | 11.54%       |
| Votos inválidos      | Votos inválidos        | 231        | 0.20%      | 2 449      | 0.80%      | 3 882         | 1.14%         | 4 564   | 1.56%   | 456          | 0.48%        |
| Habitantes inscritos | Habitantes inscritos   | 179 895    | 179 895    | 543 385    | 543 385    | 596 714       | 596 714       | 456 915 | 456 915 | 151 214      | 151 214      |
| Participación        | Participación          | 115 999    | 64.48%     | 304 844    | 56.10%     | 341 641       | 57.25%        | 292 273 | 63.97%  | 94 139       | 62.26%       |
| Abstencionismo       | Abstencionismo         | 63896      | 35.52%     | 238 541    | 43.90%     | 255 073       | 42.75%        | 456 915 | 36.03%  | 57 075       | 37.74%       |

| Candidato            | Candidato              | Alta Verapaz | Alta Verapaz | Petén   | Petén   | Izabal  | Izabal  | Zacapa  | Zacapa  | Chiquimula | Chiquimula |
| -------------------- | ---------------------- | ------------ | ------------ | ------- | ------- | ------- | ------- | ------- | ------- | ---------- | ---------- |
|                      | Sandra Torres          | 109 502      | 36.94%       | 51 476  | 37.81%  | 39 631  | 35.86%  | 39 631  | 35.86%  | 45 185     | 37.75%     |
|                      | Alejandro Giammattei   | 19 412       | 6.55%        | 12 989  | 9.54%   | 11 833  | 10.71%  | 11 833  | 10.71%  | 14 986     | 12.52%     |
|                      | Edmond Mulet           | 12 392       | 4.18%        | 13 141  | 9.65%   | 13 877  | 12.56%  | 13 877  | 12.56%  | 12 529     | 10.47%     |
|                      | Thelma Cabrera         | 26 471       | 8.93%        | 16 367  | 12.02%  | 9 835   | 8.90%   | 9 835   | 8.90%   | 3 922      | 3.28%      |
|                      | Roberto Arzú           | 14 900       | 5.03%        | 5 444   | 4.00%   | 7 574   | 6.85%   | 7 574   | 6.85%   | 4 931      | 4.12%      |
|                      | Isaac Farchi           | 12 943       | 4.37%        | 11 711  | 8.60%   | 6 519   | 5.90%   | 6 519   | 5.90%   | 9 480      | 7.92%      |
|                      | Manuel Villacorta      | 12 073       | 4.07%        | 2 585   | 1.90%   | 1 402   | 1.27%   | 1 402   | 1.27%   | 2 518      | 2.10%      |
|                      | Estuardo Galdámez      | 29 521       | 9.96%        | 6 296   | 4.62%   | 1 792   | 1.62%   | 1 792   | 1.62%   | 3 990      | 3.33%      |
|                      | Julio Héctor Estrada   | 7 008        | 2.36%        | 6 688   | 4.91%   | 3 417   | 3.09%   | 3 417   | 3.09%   | 1 388      | 1.16%      |
|                      | Fredy Cabrera          | 8 330        | 2.81%        | 1 406   | 1.03%   | 4 670   | 4.23%   | 4 670   | 4.23%   | 10 710     | 8.95%      |
|                      | Amílcar Rivera         | 23 421       | 7.90%        | 1 118   | 0.82%   | 3 231   | 2.92%   | 3 231   | 2.92%   | 1 439      | 1.20%      |
|                      | Pablo Ceto             | 4 230        | 1.43%        | 1 953   | 1.43%   | 1 294   | 1.17%   | 1 294   | 1.17%   | 957        | 0.80%      |
|                      | Pablo Duarte           | 4 911        | 1.66%        | 1 588   | 1.17%   | 1 158   | 1.05%   | 1 458   | 1.05%   | 1 016      | 0.85%      |
|                      | Manfredo Marroquín     | 1 206        | 0.41%        | 392     | 0.29%   | 954     | 0.86%   | 954     | 0.86%   | 1 499      | 1.25%      |
|                      | Aníbal García          | 1 721        | 0.58%        | 447     | 0.33%   | 895     | 0.81%   | 895     | 0.81%   | 1 824      | 1.52%      |
|                      | Benito Morales         | 3 657        | 1.23%        | 877     | 0.64%   | 563     | 0.51%   | 563     | 0.51%   | 860        | 0.72%      |
|                      | Luis Velásquez         | 1 514        | 0.58%        | 592     | 0.37%   | 843     | 0.76%   | 843     | 0.76%   | 884        | 0.74%      |
|                      | José Luis Chea Urruela | 1 591        | 0.54%        | 458     | 0.34%   | 508     | 0.46%   | 508     | 0.46%   | 716        | 0.60%      |
|                      | Danilo Roca            | 1 521        | 0.51%        | 701     | 0.51%   | 517     | 0.47%   | 517     | 0.47%   | 847        | 0.71%      |
| Votos válidos        | Votos válidos          | 296 424      | 84.48%       | 136 139 | 85.60%  | 125 842 | 87.82%  | 83 377  | 84.63%  | 119 681    | 83.87%     |
| Votos nulos          | Votos nulos            | 20 981       | 5.98%        | 7 558   | 4.75%   | 5 784   | 4.60%   | 4 427   | 4.49%   | 6 985      | 4.90%      |
| Votos en blanco      | Votos en blanco        | 33 496       | 9.55%        | 15 352  | 9.65%   | 9 545   | 7.58%   | 10 715  | 10.88%  | 16 025     | 11.23%     |
| Votos inválidos      | Votos inválidos        | 2 414        | 0.69%        | 1 352   | 0.85%   | 746     | 0.59%   | 1 205   | 1.22%   | 269        | 0.19%      |
| Habitantes inscritos | Habitantes inscritos   | 524 757      | 524 757      | 277 608 | 277 608 | 210 437 | 210 437 | 152 694 | 152 694 | 224 593    | 224 593    |
| Participación        | Participación          | 350 901      | 66.87%       | 159 049 | 57.29%  | 125 842 | 59.80%  | 98 519  | 64.52%  | 142 691    | 63.53%     |
| Abstencionismo       | Abstencionismo         | 173 856      | 33.13%       | 118 558 | 42.71%  | 84 595  | 40.20%  | 54 175  | 35.48%  | 81 902     | 36.47%     |

| Candidato            | Candidato              | Jalapa  | Jalapa  | Jutiapa | Jutiapa |
| -------------------- | ---------------------- | ------- | ------- | ------- | ------- |
|                      | Sandra Torres          | 34 705  | 40.89%  | 58 012  | 37.92%  |
|                      | Alejandro Giammattei   | 9 608   | 11.32%  | 18 592  | 12.15%  |
|                      | Edmond Mulet           | 11 158  | 13.15%  | 23 354  | 15.27%  |
|                      | Thelma Cabrera         | 7 631   | 8.99%   | 5 934   | 3.88%   |
|                      | Roberto Arzú           | 4 757   | 5.60%   | 7 129   | 4.66%   |
|                      | Isaac Farchi           | 4 663   | 5.49%   | 5 220   | 3.41%   |
|                      | Manuel Villacorta      | 1 753   | 2.07%   | 4 651   | 3.04%   |
|                      | Estuardo Galdámez      | 3 337   | 3.93%   | 14 973  | 9.79%   |
|                      | Julio Héctor Estrada   | 714     | 0.84%   | 1 546   | 1.01%   |
|                      | Fredy Cabrera          | 1 176   | 1.39%   | 2 832   | 1.85%   |
|                      | Amílcar Rivera         | 1 057   | 1.25%   | 2 150   | 1.41%   |
|                      | Pablo Ceto             | 827     | 0.97%   | 1 372   | 0.90%   |
|                      | Pablo Duarte           | 910     | 1.07%   | 2 171   | 1.42%   |
|                      | Manfredo Marroquín     | 401     | 0.47%   | 1 251   | 0.82%   |
|                      | Aníbal García          | 226     | 0.27%   | 483     | 0.32%   |
|                      | Benito Morales         | 374     | 0.44%   | 788     | 0.52%   |
|                      | Luis Velásquez         | 739     | 0.87%   | 889     | 0.58%   |
|                      | José Luis Chea Urruela | 344     | 0.41%   | 686     | 0.45%   |
|                      | Danilo Roca            | 491     | 0.58%   | 940     | 0.61%   |
| Votos válidos        | Votos válidos          | 84 871  | 80.88%  | 152 973 | 80.50%  |
| Votos nulos          | Votos nulos            | 4 459   | 4.25    | 8 555   | 4.50%   |
| Votos en blanco      | Votos en blanco        | 15 604  | 14.87%  | 28 503  | 15.00%  |
| Votos inválidos      | Votos inválidos        | 2 040   | 1.94%   | 883     | 0.46%   |
| Habitantes inscritos | Habitantes inscritos   | 170 621 | 170 621 | 290 953 | 290 953 |
| Participación        | Participación          | 104 934 | 61.50%  | 190 031 | 65.31%  |
| Abstencionismo       | Abstencionismo         | 65 687  | 38.50%  | 100 922 | 34.69%  |

### Segunda Vuelta
| Candidato            | Candidato            | Candidato            | Guatemala | Guatemala |
| -------------------- | -------------------- | -------------------- | --------- | --------- |
|                      |                      | Alejandro Giammattei | 1 907 801 | 57.95%    |
|                      |                      | Sandra Torres        | 1 384 112 | 42.05%    |
| Votos válidos        | Votos válidos        | Votos válidos        | 3 291 913 | 94.59%    |
| Votos nulos          | Votos nulos          | Votos nulos          | 154 291   | 4.43%     |
| Votos en blanco      | Votos en blanco      | Votos en blanco      | 33 900    | 0.97%     |
| Votos inválidos      | Votos inválidos      | Votos inválidos      | 16 293    | 0.47%     |
| Habitantes inscritos | Habitantes inscritos | Habitantes inscritos | 8 150 221 | 8 150 221 |
| Participación        | Participación        | Participación        | 3 480 104 | 42.70%    |
| Abstencionismo       | Abstencionismo       | Abstencionismo       | 4 670 117 | 57.30%    |

| Candidato            | Candidato            | Candidato            | Guatemala | Guatemala | Sacatepéquez | Sacatepéquez | Chimaltenango | Chimaltenango | El Progreso | El Progreso | Escuintla | Escuintla |
| -------------------- | -------------------- | -------------------- | --------- | --------- | ------------ | ------------ | ------------- | ------------- | ----------- | ----------- | --------- | --------- |
|                      |                      | Alejandro Giammattei | 378 526   | 74.49%    | 66 769       | 75.77%       | 83 115        | 62.35%        | 26 095      | 54.94%      | 80 683    | 45.71%    |
|                      |                      | Sandra Torres        | 129 599   | 25.51%    | 21 354       | 24.23%       | 50 191        | 37.65%        | 21 400      | 45.06%      | 95 823    | 54.29%    |
| Votos válidos        | Votos válidos        | Votos válidos        | 508 125   | 93.84%    | 88 123       | 95.85%       | 133 306       | 94.95%        | 47 495      | 95.78%      | 176 506   | 94.71%    |
| Votos nulos          | Votos nulos          | Votos nulos          | 26 217    | 4.84%     | 3 593        | 3.91%        | 6 473         | 4.61%         | 1 776       | 3.58%       | 8 320     | 4.46%     |
| Votos en blanco      | Votos en blanco      | Votos en blanco      | 7 132     | 1.32%     | 221          | 0.24%        | 619           | 0.44%         | 318         | 0.64%       | 1 535     | 0.82%     |
| Votos inválidos      | Votos inválidos      | Votos inválidos      | 3 236     | 0.60%     | 19           | 0.02%        | 15            | 0.01%         | 3           | 0.01%       | 41        | 0.02%     |
| Habitantes inscritos | Habitantes inscritos | Habitantes inscritos | 1 091 475 | 1 091 475 | 190 679      | 190 679      | 310 654       | 310 654       | 115 801     | 115 801     | 402 194   | 402 194   |
| Participación        | Participación        | Participación        | 541 474   | 49.61%    | 91 937       | 48.22%       | 140 398       | 45.19%        | 49 589      | 42.82%      | 186 361   | 46.34%    |
| Abstencionismo       | Abstencionismo       | Abstencionismo       | 550 001   | 50.39%    | 98 742       | 51.78%       | 170 256       | 54.81%        | 66 212      | 57.18%      | 215 833   | 53.66%    |

| Candidato            | Candidato            | Candidato            | Santa Rosa | Santa Rosa | Sololá  | Sololá  | Totonicapán | Totonicapán | Quetzaltenango | Quetzaltenango | Suchitepéquez | Suchitepéquez |
| -------------------- | -------------------- | -------------------- | ---------- | ---------- | ------- | ------- | ----------- | ----------- | -------------- | -------------- | ------------- | ------------- |
|                      |                      | Alejandro Giammattei | 44 264     | 50.57%     | 52 355  | 50.86%  | 41 484      | 58.26%      | 116 373        | 70.53%         | 64 068        | 50.98%        |
|                      |                      | Sandra Torres        | 43 271     | 49.43%     | 50 586  | 49.14%  | 29 727      | 41.74%      | 48 621         | 29.47%         | 61 616        | 49.02%        |
| Votos válidos        | Votos válidos        | Votos válidos        | 87 535     | 95.63%     | 102 941 | 94.67%  | 71 211      | 90.81%      | 164 994        | 94.55%         | 125 684       | 49.02%        |
| Votos nulos          | Votos nulos          | Votos nulos          | 3 678      | 4.02%      | 5 085   | 4.68%   | 6 073       | 7.74%       | 8 037          | 4.61%          | 4 888         | 3.71%         |
| Votos en blanco      | Votos en blanco      | Votos en blanco      | 325        | 0.36%      | 715     | 0.66%   | 1 132       | 1.44%       | 1 477          | 0.85%          | 1 324         | 1.00%         |
| Votos inválidos      | Votos inválidos      | Votos inválidos      | 35         | 0.04%      | 24      | 0.02%   | 320         | 0.41%       | 252            | 0.14%          | 77            | 0.06%         |
| Habitantes inscritos | Habitantes inscritos | Habitantes inscritos | 233 725    | 233 725    | 232 373 | 232 373 | 211 462     | 211 462     | 446 884        | 446 884        | 288 269       | 288 269       |
| Participación        | Participación        | Participación        | 91 538     | 39.18%     | 108 741 | 46.80%  | 78 416      | 37.08%      | 174 508        | 39.05%         | 131 896       | 45.75%        |
| Abstencionismo       | Abstencionismo       | Abstencionismo       | 142 187    | 60.82%     | 123 632 | 53.20%  | 133 046     | 62.92%      | 272 376        | 60.95%         | 156 373       | 54.25%        |

| Candidato            | Candidato            | Candidato            | Retalhuleu | Retalhuleu | San Marcos | San Marcos | Huehuetenango | Huehuetenango | Quiché  | Quiché  | Baja Verapaz | Baja Verapaz |
| -------------------- | -------------------- | -------------------- | ---------- | ---------- | ---------- | ---------- | ------------- | ------------- | ------- | ------- | ------------ | ------------ |
|                      |                      | Alejandro Giammattei | 32 462     | 50.19%     | 86 406     | 50.18%     | 81 256        | 46.92%        | 70 225  | 38.33%  | 28 790       | 51.34%       |
|                      |                      | Sandra Torres        | 32 219     | 49.81%     | 85 771     | 49.82%     | 91 935        | 53.08%        | 113 002 | 61.67%  | 27 284       | 48.66%       |
| Votos válidos        | Votos válidos        | Votos válidos        | 64 681     | 95.29%     | 172 177    | 93.97%     | 173 191       | 95.02%        | 183 227 | 94.46%  | 56 074       | 95.07%       |
| Votos nulos          | Votos nulos          | Votos nulos          | 2 947      | 4.34%      | 8 368      | 4.57%      | 7 957         | 4.37%         | 7 945   | 4.10%   | 2 713        | 4.60%        |
| Votos en blanco      | Votos en blanco      | Votos en blanco      | 248        | 0.37%      | 2 673      | 1.46%      | 1 121         | 0.62%         | 2 808   | 1.45%   | 195          | 0.33%        |
| Votos inválidos      | Votos inválidos      | Votos inválidos      | 34         | 0.05%      | 561        | 0.31%      | 913           | 0.50%         | 1 256   | 0.65%   | 6            | 0.01%        |
| Habitantes inscritos | Habitantes inscritos | Habitantes inscritos | 179 895    | 179 895    | 543 385    | 543 385    | 596 714       | 596 714       | 456 915 | 456 915 | 151 214      | 151 214      |
| Participación        | Participación        | Participación        | 67 876     | 37.73%     | 183 218    | 33.72%     | 182 269       | 30.55%        | 193 980 | 42.45%  | 55 982       | 39.01%       |
| Abstencionismo       | Abstencionismo       | Abstencionismo       | 112 019    | 62.27%     | 360 167    | 66.28%     | 414 445       | 69.45%        | 262 935 | 57.55%  | 151 214      | 60.99%       |

| Candidato            | Candidato            | Candidato            | Alta Verapaz | Alta Verapaz | Petén   | Petén   | Izabal  | Izabal  | Zacapa  | Zacapa  | Chiquimula | Chiquimula |
| -------------------- | -------------------- | -------------------- | ------------ | ------------ | ------- | ------- | ------- | ------- | ------- | ------- | ---------- | ---------- |
|                      |                      | Alejandro Giammattei | 86 773       | 36.73%       | 41 188  | 44.64%  | 41 309  | 47.49%  | 38 761  | 57.50%  | 45 630     | 46.91%     |
|                      |                      | Sandra Torres        | 149 460      | 63.27%       | 51 088  | 55.36%  | 45 667  | 52.51%  | 28 649  | 42.50%  | 51 647     | 53.09%     |
| Votos válidos        | Votos válidos        | Votos válidos        | 236 233      | 95.34%       | 92 269  | 95.63%  | 86 976  | 95.83%  | 67 410  | 94.70%  | 97 277     | 95.77%     |
| Votos nulos          | Votos nulos          | Votos nulos          | 10 271       | 4.15%        | 3 847   | 3.98%   | 3 154   | 3.48%   | 2 544   | 3.57%   | 3 718      | 3.66%      |
| Votos en blanco      | Votos en blanco      | Votos en blanco      | 1 281        | 0.52%        | 469     | 0.49%   | 631     | 0.70%   | 1 227   | 1.72%   | 579        | 0.57%      |
| Votos inválidos      | Votos inválidos      | Votos inválidos      | 102          | 0.04%        | 65      | 0.07%   | 29      | 0.03%   | 496     | 0.70%   | 14         | 0.01%      |
| Habitantes inscritos | Habitantes inscritos | Habitantes inscritos | 524 757      | 524 757      | 277 608 | 277 608 | 210 437 | 210 437 | 152 694 | 152 694 | 224 593    | 224 593    |
| Participación        | Participación        | Participación        | 247 785      | 47.22%       | 95 685  | 34.79%  | 90 761  | 43.13%  | 71 181  | 46.62%  | 101 574    | 45.23%     |
| Abstencionismo       | Abstencionismo       | Abstencionismo       | 276 972      | 52.78%       | 181 023 | 65.21   | 119 676 | 56.87%  | 81 513  | 53.38%  | 123 019    | 54.77%     |

| Candidato            | Candidato            | Candidato            | Jalapa  | Jalapa  | Jutiapa | Jutiapa |
| -------------------- | -------------------- | -------------------- | ------- | ------- | ------- | ------- |
|                      |                      | Alejandro Giammattei | 29 589  | 43.40%  | 54 029  | 50.02%  |
|                      |                      | Sandra Torres        | 38 584  | 56.60%  | 53 990  | 49.98%  |
| Votos válidos        | Votos válidos        | Votos válidos        | 68 173  | 95.48%  | 108 019 | 96.21%  |
| Votos nulos          | Votos nulos          | Votos nulos          | 2 924   | 14.10%  | 3 638   | 3.24%   |
| Votos en blanco      | Votos en blanco      | Votos en blanco      | 305     | 0.43%   | 613     | 0.555   |
| Votos inválidos      | Votos inválidos      | Votos inválidos      | 595     | 0.83%   | 434     | 0.39%   |
| Habitantes inscritos | Habitantes inscritos | Habitantes inscritos | 170 621 | 170 621 | 290 953 | 290 953 |
| Participación        | Participación        | Participación        | 71 402  | 41.85%  | 112 270 | 38.59%  |
| Abstencionismo       | Abstencionismo       | Abstencionismo       | 99 219  | 58.15%  | 170 683 | 61.41%  |